# Corpo di spedizione italiano in Russia
Il Corpo di spedizione italiano in Russia, spesso abbreviato come CSIR, fu una grande unità del Regio Esercito inviata nell'estate del 1941 come contingente a fianco delle forze tedesche impegnate nell'operazione Barbarossa sul fronte orientale contro l'Unione Sovietica.
Il Corpo di spedizione, forte di tre divisioni "autotrasportabili", fu inizialmente messo agli ordini del generale Francesco Zingales, ma il peggiorare delle condizioni di salute del generale fecero sì che durante le marce di trasferimento del CSIR verso il fronte, il generale fosse sostituito da Giovanni Messe, che prese il comando il 17 luglio. Inizialmente inquadrato nell'11ª Armata tedesca, il CSIR venne subito impiegato nelle ampie manovre di inseguimento dei reparti sovietici in ritirata, per poi assestarsi nella zona di Stalino con l'avvicinarsi dell'inverno. Il fallimento dell'offensiva tedesca contro l'Unione Sovietica portò i comandi tedeschi a richiedere maggiori sforzi agli alleati in previsione delle nuove offensive del 1942, e il CSIR venne raggiunto da altri due Corpi d'armata italiani, che insieme andarono a formare l'8ª Armata (ARMIR), che fu protagonista degli avvenimenti legati alla ritirata delle forze italiane attraverso la steppa russa tra dicembre e gennaio.

## Origini

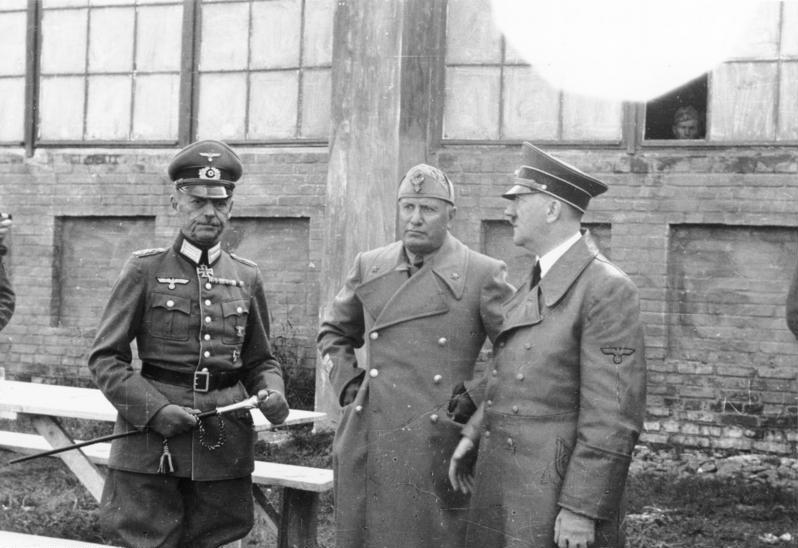
Von Rundstedt, Mussolini e Hitler in Russia

Costituito inizialmente a Cremona il 1º giugno 1939 come Comando Corpo d'armata autotrasportabile, con alle dipendenze le divisioni di fanteria autotrasportabili "Pasubio" e "Piave", nel 1940 viene spostato in riserva nelle zone di Verona, Padova, Reggio nell'Emilia e Cremona. Nel mese di luglio riceve alle dipendenze anche la Divisione "Torino", e il 6 aprile inquadra anche la Divisione corazzata "Littorio". All'inizio delle ostilità con la Jugoslavia, le sue unità sono schierate alla frontiera giulia fra Opicina e San Pietro del Carso, in riserva alla 2ª Armata. Il 10 aprile passa all'attacco, elimina la resistenza delle unità di copertura avversarie ed entra in territorio jugoslavo attraverso il varco di Planina. Superate Sussak e Karlovac, il 12 occupa Segna, Otocac, Gospić e il 14 anche Gracac; il 15 aprile raggiunge Sebenico e Spalato, il 16 Mostar e Vergoraz e il 17 Ragusa e Trebjnie. Qui le sue unità si congiungono con le truppe del XVII Corpo d'armata provenienti dall'Albania. Ai primi di maggio rientra in Italia e si disloca a Cremona, e il 10 luglio, per esigenze operative, assume il nome di Corpo di Spedizione Italiano in Russia (CSIR) con le Divisioni "Pasubio", "Torino" e 3ª Divisione celere "Principe Amedeo Duca d'Aosta".

## Premesse storiche
La partecipazione alla guerra contro l'Unione Sovietica rappresentò uno sforzo notevole per le forze armate italiane, già duramente impegnate nei Balcani e in Nordafrica, e le ingenti perdite subite rappresentarono un duro colpo per le già scarse capacità militari del Regio Esercito.
Già dai primi di giugno 1941, in previsione dell'ormai certa campagna tedesca sul fronte orientale, Mussolini offrì a Hitler di partecipare con truppe italiane e contemporaneamente attivò il generale capo di stato maggiore dell'esercito Ugo Cavallero per accelerare i preparativi di costituzione di un corpo d'armata forte di tre divisioni in tempo utile per partecipare all'invasione.
L'offerta di Mussolini venne formalmente accettata, pur senza eccessivo entusiasmo, da Hitler con lettera consegnata all'Ambasciata italiana di Berlino il 22 giugno 1941, giorno dell'inizio delle operazioni sul fronte orientale.
Circa le ragioni strategiche delle spedizioni, si suppone che il principale desiderio di Mussolini fosse quello di "riequilibrare" lo stato dell'alleanza con la Germania nazista, in quel momento fortemente sbilanciato in favore dei tedeschi. In tale ottica, la partecipazione italiana alla campagna di Russia avrebbe pareggiato l'intervento dell'Afrikakorps tedesco in Libia. Vi erano poi le considerazioni ideologiche, d'altronde la lotta al bolscevismo era uno dei principi fondamentali del fascismo, e Mussolini sottolineò come l'Italia non poteva rimanere estranea a una guerra di carattere soprattutto ideologico. Quindi la guerra sul fronte orientale riallineò gli schieramenti ideologici ma ebbe grosse ripercussioni sull'alleanza italo-tedesca: l'Italia dopo le disastrose campagne italiane in Grecia e Nordafrica tra il 1940 e il 1941, aveva perso credibilità agli occhi dei tedeschi e Mussolini desiderava far riacquisire autorevolezza all'esercito. L'invio al fronte di un Corpo di spedizione perfettamente equipaggiato rifletteva quindi questa «eterea illusione», come la definì il ministro degli Esteri Galeazzo Ciano. 
Occorre notare che questa decisione contribuì a disperdere ulteriormente le forze armate italiane già impegnate nei Balcani, in Africa, nell'occupazione della Francia e nella difesa del territorio nazionale, e questo fatto assieme alle difficoltà economiche e industriali del paese, rese estremamente difficile organizzare un nuovo contingente per il fronte russo. Lo stesso Giovanni Messe definì il Corpo d'armata, che il 10 luglio 1941 venne denominato ufficialmente Corpo di Spedizione Italiano in Russia, come un compromesso tra «volere e potere», alludendo al fatto che i comandi sapevano che i tedeschi progettavano una nuova guerra lampo in Unione Sovietica, e di conseguenza cercarono di equipaggiare in modo adeguato lo CSIR, riuscendovi tuttavia solo in parte, a causa dei mezzi limitati e della scarsità di tempo a disposizione. Ma lo sforzo fu comunque notevole, e al Corpo d'armata vennero assegnate tre divisioni dichiarate "autotrasportabili", la 9ª Divisione fanteria "Pasubio", la 52ª Divisione fanteria "Torino" e la 3ª Divisione celere "Principe Amedeo Duca d'Aosta", e altre unità direttamente dipendenti dal Comando del Corpo d'armata, tra cui la 63ª Legione motorizzata "Tagliamento".
In totale il CSIR disponeva di 62.000 uomini, 83 aerei, 220 cannoni di calibro tra i 20 e i 105 mm, 92 cannoni anticarro da 47/32, 4.600 animali da soma, sella e tiro e 5.500 automezzi, molti dei quali però concentrati nell'Intendenza speciale Est, organo centrale di comando per i rifornimenti e la sicurezza nelle retrovie. Le divisioni "autotrasportabili" erano poi una via di mezzo tra una divisione di fanteria e una motorizzata, dettata dalla necessità e dalla scarsità di mezzi; infatti per ogni divisione il parco automezzi era insufficiente, per cui l'assegnazione dei mezzi di trasporto dipendeva dalla decisione dei comandi superiori, diversamente i fanti erano costretti a lunghe marce di trasferimento a piedi. Inoltre la scarsità di mezzi corazzati limitò fortemente la potenza di fuoco e di mobilità del corpo, e solo la "Celere" disponeva dell'unica unità corazzata del CSIR, ovvero 60 carri leggeri di tipo L3/33 da 3 tonnellate. Tale divisione era il meglio che il Regio Esercito poteva offrire per l'occasione, a testimonianza dello sforzo fatto che rendeva il CSIR un'unità con buona efficienza bellica ma che però rispecchiava le grosse mancanze strutturali dell'esercito.
Il Corpo di spedizione italiano in Russia venne quindi inviato sul fronte russo e durante il lungo trasferimento l'iniziale comandante del CSIR, il generale di corpo d'armata Francesco Zingales, venne colto da malore, ricoverato a Vienna il 13 luglio 1941 e sostituito nell'incarico dal generale Giovanni Messe, il 17 dello stesso mese. Il Corpo d'armata, fin dal suo arrivo in zona di operazioni, fu posto alle dipendenze dell'11ª Armata tedesca del generale Eugen Ritter von Schobert, schierata in Ucraina meridionale nel settore operativo del Gruppo d'armate Sud guidato dal feldmaresciallo Gerd von Rundstedt.

### Ordine di battaglia
Comandante: generale di corpo d'armata Giovanni Messe
Capo di stato maggiore: colonnello Giulio Piacenza
Comandante dell'Artiglieria: generale di brigata Francesco Dupont
Comandante del Genio: colonnello Mario Tirelli
- Unità di corpo d'armata

Quartier generale
193ª, 194ª e 684ª Sezioni motorizzate Carabinieri reali
32ª Sezione topocartografica
33ª Sezione topografi per l'artiglieria
33ª Sezione fotografica
8º Ufficio posta militare
Drappello automobilistico per Comando di C.d'A.
13º Nucleo movimento stradale
Centuria motociclisti della Milizia della Strada
Unità direttamente dipendenti, comprendenti:
CIV Battaglione mitraglieri di corpo d'armata
II Battaglione cannoni controcarro (47/32)
1ª Compagnia bersaglieri motociclisti
Artiglieria:
30º Raggruppamento artiglieria di corpo d'armata (col. Lorenzo Matiotti)
Genio:
IV Battaglione genio artieri
I e IX Battaglione genio pontieri
VIII Battaglione genio collegamenti
Corpo chimico
63ª Legione CC.NN. d'Assalto "Tagliamento": Console Niccolò Nicchiarelli
Battaglione alpini sciatori "Monte Cervino"
- 9ª Divisione fanteria autotrasportabile "Pasubio": generale di divisione Vittorio Giovanelli

Comando e compagnia comando
Quartier generale, su:
25ª Sezione motorizzata Carabinieri Reali
26ª Sezione motorizzata Carabinieri Reali
9º Drappello automobilistico per Comando Divisione di Fanteria
91ª Sezione carburanti
9º Nucleo soccorso stradale
8º Nucleo movimento stradale
I Gruppo fotocinematografico
83º Ufficio posta militare
79º ed 80º Reggimento fanteria "Roma", cad. su:
Comando e Compagnia comando
Compagnia Mortai (81 mm)
Batteria cannoni d'accompagnamento (65/17)
I, II e III Battaglione fanteria
8º Reggimento di artiglieria "Pasubio", su:
Comando e batteria comando,
I Gruppo motorizzato (100/17)
II e III Gruppo Motorizzato (75/27)
85ª e 309ª Batteria contraerei leggera (20/65)
V Battaglione mortai (81mm)
IX Battaglione mortai (81mm)
9ª Compagnia cannoni controcarro (47/32)
141ª Compagnia cannoni controcarro (47/32)
30ª Compagnia genio artieri
9ª Compagnia genio telegrafisti e radiotelegrafisti
95ª Sezione fotoelettricisti
5ª Sezione di sanità
825º Ospedale da campo
826º Ospedale da campo
836º Ospedale da campo
874º Ospedale da campo
25º Nucleo chirurgico
11ª Sezione sussistenza
26ª Squadra panettieri con forni rotabili
- 52ª Divisione fanteria autotrasportabile "Torino": generale di divisione Luigi Manzi

Comando e compagnia comando
Quartier generale, su:
56ª Sezione motorizzata Carabinieri Reali
66ª Sezione motorizzata Carabinieri Reali
52º Drappello automobilistico per Comando Divisione di Fanteria
52ª Sezione carburanti
52º Nucleo soccorso stradale
5º Nucleo movimento stradale
II Gruppo fotocinematografico
152º Ufficio posta militare
81º ed 82º Reggimento fanteria "Torino", cad. su:
Comando e Compagnia comando
Compagnia Mortai (81mm)
Batteria cannoni d'accompagnamento (65/17)
I, II e III Battaglione fanteria
52º Reggimento di artiglieria “Torino”, su:
Comando e batteria comando,
I Gruppo motorizzato (100/17)
II e III Gruppo Motorizzato (75/27)
352ª e 361ª Batteria contraerei leggera (20/65)
XXVI Battaglione mortai (81 mm)
LII Battaglione mortai (81 mm)
52ª Compagnia cannoni controcarro (47/32)
171ª Compagnia cannoni controcarro (47/32)
57ª Compagnia genio artieri
52ª Compagnia genio telegrafisti e radiotelegrafisti
69ª Sezione fotoelettricisti
52ª Sezione di sanità
89º Ospedale da campo
90º Ospedale da campo
117º Ospedale da campo
578º Ospedale da campo
52º Nucleo chirurgico
52ª Sezione sussistenza
65ª Squadra panettieri con forni rotabili
- 3ª Divisione celere "Principe Amedeo Duca d'Aosta": generale di brigata Mario Marazzani

Quartier generale, su:
Comando e compagnia comando
355ª Sezione celere Carabinieri Reali
356ª Sezione celere Carabinieri Reali
3º Drappello automobilistico per Comando Divisione Celere
3º Nucleo movimento stradale
III Gruppo fotocinematografico
40º Ufficio posta militare
3º Reggimento bersaglieri, su:
Comando e Compagnia comando
Compagnia Mortai (81mm)
2ª Compagnia bersaglieri motociclisti
3ª Compagnia bersaglieri motociclisti
XVIII, XX e XXV battaglione bersaglieri autotrasportati
129ª Autoreparto leggero
Reggimenti "Savoia Cavalleria" e "Lancieri di Novara", cad. su:
I e II Gruppo squadroni
5º Squadrone mitraglieri
3º Reggimento di artiglieria celere, su:
Comando e batteria comando,
I, II e III Gruppo artiglieria a cavallo (75/27)
93ª e 102ª Batteria contraerei leggera (20/65)
III Gruppo squadroni carri veloci "San Giorgio" (L3/35)
XXVI Battaglione mortai (81 mm)
LII Battaglione mortai (81 mm)
105ª Compagnia genio artieri
103ª Compagnia genio telegrafisti e radiotelegrafisti
73ª Sezione di sanità
46º Ospedale da campo
47º Ospedale da campo
148º Ospedale da campo
159º Ospedale da campo
20º Nucleo chirurgico
93ª Sezione sussistenza
59ª Squadra panettieri con forni rotabili
213º Autoreparto misto
- Comando aviazione del Corpo di Spedizione Italiano in Russia: colonnello Carlo Drago

LXI Gruppo da osservazione per l'esercito o 61º Gruppo Autonomo Osservazione Aerea (32 Ca.311) agli ordini di Giordano Chiereghini su:
34ª Squadriglia da osservazione del Capitano Cesare Bonino
119ª Squadriglia da osservazione del Cap. Giovanni Disegna
128ª Squadriglia da osservazione del Cap. Igino Mendini sostituito poi il 17 agosto da Lorenzo Tomaj
XXII Gruppo caccia o 22º Gruppo Autonomo Caccia Terrestre (51 M.C.200) al comando del maggiore Giovanni Borzoni su:
359ª Squadriglia da caccia del Cap. Vittorio Minguzzi
362ª Squadriglia da caccia del Cap. Germano La Ferla
369ª Squadriglia da caccia del Cap. Giorgio Jannicelli
371ª Squadriglia da caccia del Cap Enrico Meille
sei sezioni di cannoncini contrerei (Breda 20/65 Mod. 1935)
autoparco
Dati di cui al sito dell'UNIRR

## Operazioni di guerra del CSIR

### Agosto 1941: primi scontri della divisione Pasubio presso il fiume Bug
A partire dal 10 luglio e fino al 5 agosto le truppe vennero trasportate da Roma (52ª Divisione fanteria "Torino"), Cremona (Comando del CSIR) e Verona (9ª Divisione fanteria "Pasubio" e 3ª Divisione celere "Principe Amedeo Duca d'Aosta") tramite duecentosedici treni fino alle città, allora ungheresi e ora rumene, di Marmaros Sziget, Felsővisó e Borșa; da lì raggiunsero, superati i Carpazi orientali, dapprima la zona di adunata in Romania e quindi il teatro delle operazioni con una marcia di centinaia di chilometri attraverso le pessime strade dell'Europa orientale. Questa lunga marcia, che molti reparti per scarsità di automezzi, dovettero compiere a piedi o in sella ai cavalli, causò un certo ritardo rispetto al programma.
Il CSIR entrò in azione per la prima volta nell'agosto del 1941. Dopo avere superato il Dnestr in più punti, stabilendo diverse teste di ponte, i tedeschi stavano tentando di chiudere in una morsa le forze sovietiche attestate tra il Dnestr e il Bug. In alcuni punti però i russi stavano opponendo una forte resistenza e servivano nuove forze per alimentare l'offensiva. A fine luglio, con il CSIR ancora in fase di organizzazione, il generale Eberhard von Mackensen, comandante del III Corpo germanico, richiese quindi al generale Messe almeno una divisione da utilizzare subito in battaglia e due gruppi di artiglieria per appoggiare il suo attacco alle forze sovietiche. Il 30 luglio venne così inviata urgentemente al fronte la "Pasubio", rinforzata da una compagnia motociclisti e dal 30º Raggruppamento artiglieria.

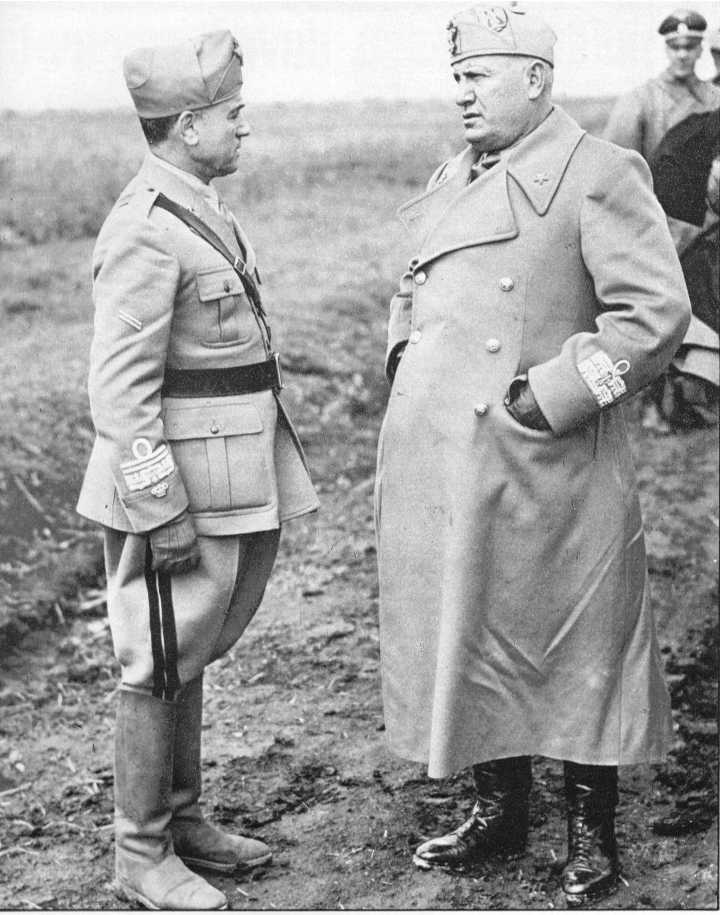
Mussolini a colloquio con Messe durante la visita del dittatore al fronte

La pioggia abbondante, che aveva trasformato le già disastrose piste russe in enormi pantani, ritardò la marcia della "Pasubio", che raggiunse le rive del Bug a nord di Voznesens'k solo il 10 agosto. Nei due giorni successivi la "Pasubio", marciando lungo la riva destra del Bug in direzione sud-est per tagliare ai russi la ritirata verso la strategica città di Mykolaïv, finì per entrare in contatto con il nemico, partecipando così alla cosiddetta "battaglia dei due fiumi", ovvero la grande manovra effettuata dall'esercito tedesco per intrappolare le forze sovietiche tra i fiumi Dnestr a ovest e Bug a est. Nei due giorni di scontri presso i villaggi di Pokrovskoe e Jasna Poljana la divisione "Pasubio" ebbe la meglio su un reggimento sovietico, che si ritirò lasciando sul campo centinaia di caduti e prigionieri.
Il 14 agosto il CSIR venne assegnato al Gruppo corazzato von Kleist, con il compito di proteggere il fianco sinistro dell'avanzata dei panzer tedeschi verso il fiume Dnepr. Dal 15 al 20 agosto, rallentate dal maltempo e dalle incursioni aeree dei sovietici, vennero attuate quindi le operazioni di trasferimento della divisione "Pasubio" sulla riva destra del Dnepr. Il 21 agosto i reggimenti della Pasubio erano attestati sul Dnepr, nella zona di Verchn'odniprovs'k, a circa 50 km a nord-ovest della città di Dnipropetrovs'k. I gruppi d'aviazione si stabilirono invece a Kryvyj Rih, a distanza utile per proteggere i ponti e le unità sul Dnepr. Nei giorni seguenti raggiunsero il Dnepr anche i reparti motorizzati della "Celere", l'artiglieria della "Torino" e le altre unità motorizzate del CSIR. Il 28 agosto Benito Mussolini, dopo avere visitato con Hitler il quartier generale del Gruppo di Armate Sud, passò in rassegna i reparti del CSIR a Tekuša. Soltanto il 5 settembre, dopo avere percorso quasi mille chilometri a piedi, anche i reparti non motorizzati della "Torino" riuscirono a essere finalmente in linea sul Dnepr con il resto del CSIR.

### Settembre 1941: traversata del Dnepr e battaglia di Petrikowka
Finalmente al completo, il compito del CSIR agli inizi di settembre era quello di difendere circa centocinquanta chilometri di fronte a nord e a sud della città di Dnipropetrovs'k, tra la 17ª Armata tedesca di Carl-Heinrich von Stülpnagel a nord ed il III Corpo di von Mackensen a sud. Il 21 settembre l'intero CSIR passò all'offensiva. L'intento dei tedeschi era quello di sfondare la linea del Dnepr e quindi accerchiare ed annientare le forze sovietiche (i resti di cinque divisioni) attestate tra il Dnepr a ovest e i fiumi Oril' a nord e Samara a sud. La "Pasubio" oltrepassò il Dnepr a Derivka, circa 80 km a nord-ovest di Dnipropetrovs'k, per proteggere il fianco destro della 17ª Armata, che avanzava verso Poltava. Più a sud la "Torino" scattò verso nord-ovest dalla testa di ponte di Dnipropetrovs'k e attraversò il Dnepr in vari punti sotto il fuoco dell'artiglieria e dell'aviazione nemiche (i soldati del genio lavorarono instancabilmente giorno e notte per riparare o costruire ponti di fortuna).
All'alba del 23 settembre la "Pasubio" coadiuvata dai carri della "Celere" e da panzer tedeschi, riuscì a stabilire una testa di ponte sul fiume Oril' presso Caryčanka. Dal 24 al 26 settembre le forze italo-tedesche riuscirono a resistere agli instancabili contrattacchi sovietici contro le teste di ponte sull'Oril'. Il 28 settembre l'offensiva del CSIR riprese ed il 30 le truppe della "Pasubio" da nord-est, i bersaglieri della "Celere" da nord-ovest e i reggimenti della "Torino" da sud-est si incontrarono finalmente nel villaggio di Petrikovka, obiettivo della manovra a tenaglia, ponendo termine alla battaglia. In mano italiana restarono circa 10.000 prigionieri, mentre vennero distrutti 450 carri armati nemici. La vittoria italiana a Petrikovka (costata quasi 90 morti e 200 feriti) contribuì all'occupazione tedesca di Poltava e di Kiev, ove i tedeschi catturarono 655 000 prigionieri sovietici.

### Autunno 1941: avanzata nel bacino del Donez

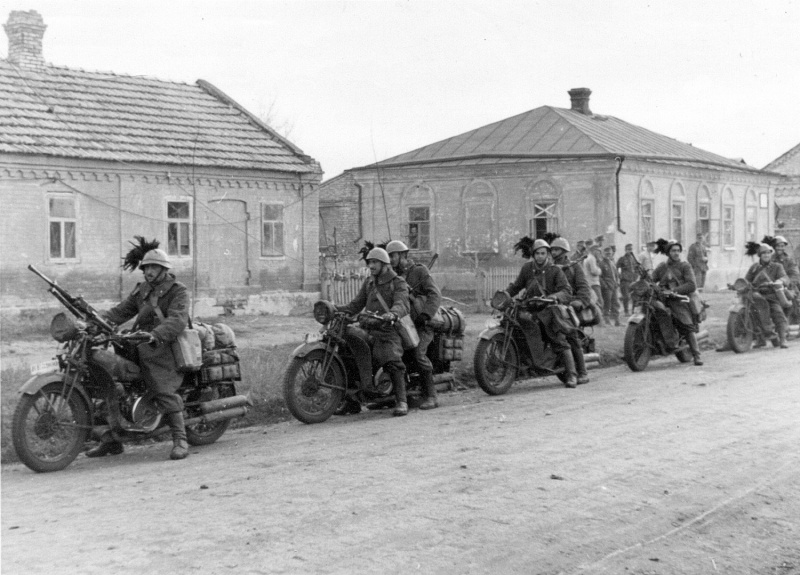
Bersaglieri motociclisti in Unione Sovietica

Agli inizi di ottobre il Corpo di spedizione venne schierato come ala sinistra della 1ª Armata Corazzata di von Kleist che stava avanzando nella grande zona industriale del bacino del fiume Severskij Donec. Le truppe italiane erano attestate su un fronte di 100 chilometri lungo la riva occidentale del fiume Vovča (russo: Volc'ja), a circa 60 km a est del Dnepr. Dal 9 all'11 ottobre il CSIR appoggiò con la 63ª Legione CC.NN. "Tagliamento" l'attacco di una divisione tedesca contro la città di Pavlohrad, posta sulla riva orientale dello stesso fiume, che venne infine conquistata, aprendo così la strada per l'avanzata verso il Severskij Donec. A guidare l'avanzata verso la città di Stalino, circa 100 chilometri a sud-est di Pavlograd, mentre la "Pasubio" era ancora bloccata a Pavlograd in attesa della costruzione di un nuovo ponte sul fiume Volc'ja, fu la divisione "Celere" con i suoi reggimenti di cavalleria e bersaglieri. Il 20 ottobre il 3º Reggimento bersaglieri, nonostante la strenua resistenza dei sovietici, riuscì ad occupare l'importante stazione ferroviaria a nord-ovest, mentre i tedeschi conquistarono il resto della città.
Il Comando tedesco, intenzionato a sfruttare al massimo l'avanzata nel bacino del Donec, non dando tregua al nemico in ritirata, ordinò di riprendere immediatamente l'offensiva, occupando anche le città minerarie di Rykovo e Horlivka, a una trentina di chilometri a nord-est di Stalino. Il 22 ottobre, quindi, l'avanzata della "Celere" riprese. Dopo aspri combattimenti contro le retroguardie sovietiche in ritirata, il 1º novembre il 3º bersaglieri riusciva ad occupare la città di Rykovo, scacciandone tre divisioni nemiche (la 74ª, la 262ª e la 296ª), mentre il giorno successivo furono i reggimenti della "Pasubio", dopo una lotta casa per casa, a conquistare Horlivka. Nell'abitato di Nikitovka, a qualche chilometro a nord di Horlivka, invece, l'80º Reggimento della "Pasubio" si trovò circondato dal 6 al 12 novembre da preponderanti forze sovietiche (la 74ª divisione fucilieri) e riuscì a sganciarsi e rientrare a Horlivka solo grazie all'aiuto di altri reparti della "Pasubio" e della "Celere" e dell'aviazione, che ora operava dal vicino aeroporto di Stalino: la battaglia di Nikitovka costò al CSIR centinaia di vittime, tra morti e feriti. La divisione "Torino" fu invece impegnata il 19 novembre in un combattimento presso il villaggio di Ubescisc'ce.
Con l'approssimarsi del temibile inverno russo era giunta infine l'ora di consolidare il fronte raggiunto, calcolando anche che il CSIR era ormai stremato, essendo avanzato in territorio nemico in poco più di un mese per più di duecento chilometri dalla testa di ponte di Dnipropetrovs'k, nonostante le avverse condizioni meteorologiche dell'autunno russo (freddo, pioggia costante, piste nella steppa diventate fango che bloccava continuamente il movimento degli automezzi). Oltre alle difficoltà nelle operazioni offensive causate non solo dalla forte resistenza nemica, ma anche dalle grandi distanze, dalle pessime condizioni meteorologiche, dalla endemica mancanza di automezzi da un lato e di strade percorribili dall'altro (si dovettero perfino adattare le linee ferroviarie per renderle percorribili dagli automezzi), giova ricordare anche le grandi difficoltà logistiche causate dal ritardo dei treni che dovevano rifornire le truppe in avanzata di enormi quantità di derrate e di materiali. Di conseguenza, per le unità più esposte, si dovette spesso affidare agli aerei da trasporto il rifornimento di viveri, di munizioni, di indumenti di lana per l'inverno imminente e di materiali di più urgente necessità, oltre che lo sgombero dei feriti.

### Inverno 1941-42: battaglie difensive

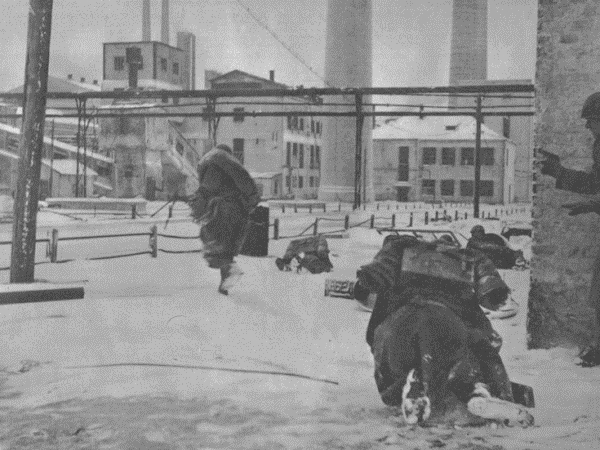
Soldati del CSIR in azione a Gorlovka

Ormai bloccato dall'arrivo dell'inverno russo, con temperature che scendevano fino a venti, se non trenta, gradi sotto zero, il CSIR utilizzò il resto del mese di novembre e le prime settimane di dicembre per attestarsi su una linea più corta e meglio difendibile. Le operazioni di rafforzamento del fronte durarono una decina di giorni, dal 5 al 14 dicembre, e furono chiamate la battaglia di Chazepetovka, dal nome di un villaggio ad alcuni chilometri da Rykovo. Gli italiani (in particolare i fanti della divisione "Torino") affrontarono il 95º Reggimento della Guardia, una formazione speciale della NKVD, oltre a squadroni di cavalleria cosacca e battaglioni di fanti siberiani.
Al termine della dura battaglia (costata centotrentacinque morti e più di cinquecento feriti) il CSIR si trovava ora schierato su una linea difensiva formata da capisaldi tra la città di Rykovo (oggi Enakievo) a ovest e il fiume Mius a est; sul fianco sinistro, invece, a partire da Debal'ceve, era attestata la 17ª Armata tedesca. Proprio su questa linea i sovietici, meglio abituati e più attrezzati a resistere ai rigori dell'inverno russo rispetto agli italo-tedeschi, il giorno di Natale scatenarono una pesante offensiva, poi denominata Battaglia di Natale, che investì in pieno il 3º Reggimento bersaglieri e la Legione "Tagliamento". Un battaglione di bersaglieri fu accerchiato per dieci ore prima di riuscire a ritirarsi. Il CSIR comunque riuscì a riorganizzarsi e tra il 26 ed il 28 dicembre le divisioni "Pasubio" e "Celere", insieme a un reggimento e una formazione di panzer tedeschi, fecero scattare la controffensiva, che consentì di riprendere le posizioni perse nel corso dell'attacco sovietico di Natale (la battaglia costò 168 morti, 715 feriti e quasi 210 dispersi). A fine gennaio il CSIR dovette invece soccorrere con alcuni reparti le truppe tedesche della 17ª Armata tedesca in difficoltà nell'area di Izjum (100 chilometri a nord di Horlivka), dove i sovietici avevano sfondato il fronte penetrando nelle retrovie per un centinaio di chilometri.
Nel 1942 il CSIR passò alle dipendenze della 1ª Armata corazzata tedesca e dal 18 al 25 gennaio venne impiegato in una battaglia difensiva nella zona di Izium.
Da gennaio a marzo del 1942 il CSIR, scarsamente impegnato in azione fu potenziato con nuove unità giunte dall'Italia: Battaglione "Monte Cervino", 6º Reggimento bersaglieri, 120º Reggimento artiglieria. Il 4 giugno 1942 il CSIR passò alle dipendenze della 17ª Armata tedesca; dal 9 luglio, infine, il CSIR entrò a fare parte dell'ARMIR con la denominazione di XXXV Corpo d'armata. Fino a quel momento il CSIR, su un totale di circa 62000 uomini, aveva avuto oltre 1600 morti, 5300 feriti, più di 400 dispersi e oltre 3600 colpiti da congelamento cedendo la Divisione "Torino" e la 3ª Divisione celere al XXIX Corpo d'Armata tedesco e inquadrando alle proprie dipendenze la 298ª Divisione di fanteria tedesca.
Il XXXV Corpo d'armata prese parte dal 9 all'11 luglio a una azione nella zona di Nikitovka. Il 25 luglio alcune unità del Corpo attraversarono il Donec raggiungendo Millerovo, mentre altri reparti si attestarono sul Don alla confluenza con il fiume Chopër.
Dal 30 luglio al 13 agosto sostenne violenti combattimenti sulle rive del Don presso la testa di ponte di Serafimovič, dove le truppe sovietiche maggiormente si accanivano nella resistenza. Dal 20 agosto al 1º settembre il settore del Corpo d'armata formato dalle Divisioni "Sforzesca" e 3ª "Celere" del XXIX Corpo d'Armata tedesco, e dalla "Pasubio" vennero attaccate nella prima battaglia difensiva sul Don. Il 1º novembre 1942 il comando del XXXV Corpo d'armata venne assunto dal generale Francesco Zingales al posto del generale Giovanni Messe.
L'11 dicembre le forze russe attaccarono il settore del Don tra Ogolewke e Abrossimowo tenuto dal XXXV Corpo d'armata. Le unità del XXXV Corpo d'armata resistettero fino al 18 dicembre, quando i russi ruppero il fronte. Lo stesso giorno ebbe inizio il ripiegamento che portò ciò che restava del XXXV Corpo d'armata il 22 dicembre a Kijevskoje, il 29 dicembre a Nikolajev e il 31 dicembre a Belaja Kalitva, sul Donec.
Alla fine di marzo 1943 il Comando del XXXV Corpo d'armata fece il suo rientro in Italia e venne dislocato nella zona di Bolzano, dove venne sciolto l'8 settembre in seguito agli avvenimenti determinati dall'armistizio.

## Comandanti
Comando Corpo d'armata autotrasportabile (1939-41)
- Generale di divisione: Remo Gambelli
- Generale di divisione: Silvio Bonini (ad interim)
- Generale di divisione: Francesco Zingales

Comando Corpo di spedizione italiano in Russia - CSIR (1941-42)
- Generale di divisione: Francesco Zingales
- Generale di divisione: Giovanni Messe (dal 17/07/1941)
- Generale di corpo d'armata: Francesco Zingales (dal 1/11/1942)

Comando XXXV Corpo d'armata (1942-43)
- Generale di corpo d'armata: Giovanni Messe
- Generale di corpo d'armata: Francesco Zingales (dal 1/11/1942)
- Generale di corpo d'armata: Arturo Taranto
- Generale di corpo d'armata: Alessandro Gloria

## Unità maggiori
Il XXXV Corpo d'Armata ebbe la seguente evoluzione e fu così composto:
1939-1941: comando XXXV Corpo d'armata autotrasportabile
- Divisione di fanteria "Pasubio"
- Divisione di fanteria "Piave"
- Divisione di fanteria "Torino" (dal luglio 1940)
- Divisione corazzata "Littorio" (dal 6/4/1941)

1941-1943: comando Corpo di spedizione italiano in Russia (CSIR) e successivamente come Comando XXXV Corpo d'armata 
- Divisione di fanteria "Pasubio"
- Divisione di fanteria "Torino"
- Divisione di fanteria 3ª Celere "Principe Amedeo Duca d'Aosta"

### Esplicative
1. ↑  A queste temperature ogni problema si accentuava: il rancio e le bevande (acqua e vino) gelavano e dovevano essere sgelati sulla fiamma, il rischio congelamento era sempre in agguato (i turni di guardia erano limitati a mezz'ora), era impossibile muoversi velocemente sulla neve senza sci e racchette, perfino l'olio anticongelante delle armi automatiche si rapprendeva e i motori dovevano stare quasi sempre in movimento, perché altrimenti sarebbe stato quasi impossibile farli ripartire.
2. ↑  Le truppe italiane erano, comunque, sempre impegnate in azioni di rastrellamento nelle retrovie in funzione anti-partigiana, un compito che il Comando germanico lasciava volentieri alle forze dei paesi alleati, che erano prive di efficaci reparti corazzati ed erano quindi considerate più adatte a svolgere questo tipo di operazioni di retroguardia e di controllo del territorio e delle vitali vie di comunicazione. Per una lettura approfondita delle operazioni italiane nelle retrovie vedi: Schlemmer, p. da 41 a 80.
3. ↑  Mussolini già nel luglio 1941 aveva offerto a Hitler la possibilità di inviare sul fronte orientale altri reparti, in particolare due Corpi d'armata, ma il Führer accettò tale offerta (che porterà alla costituzione dell'8ª Armata italiana) solo alla fine del dicembre 1941, ovvero successivamente alla crisi del fronte tedesco dovuta alla controffensiva invernale sovietica. Vedi: Schlemmer, pp. 27-28.

### Bibliografiche
1. ↑  Creato dalla riorganizzazione del Corpo d'armata autotrasportabile.
2. ↑  Riorganizzato nel XXXV Corpo d'armata.
3. 1 2 3   XXXV Corpo d'Armata, su regioesercito.it. URL consultato il 25 gennaio 2016.
4. ↑  Petacco, pp. 12-14.
5. ↑  Schlemmer, pp. 12-14.
6. ↑  Schlemmer, pp. 14-16.
7. ↑  Schlemmer, pp. 16-17.
8. ↑  Schlemmer, pp. 17-18.
9. ↑  Petacco, p. 16.
10. ↑  Petacco, pp. 16-17.
11. ↑  Petacco, pp. 20-21.
12. 1 2  Petacco, pp. 24-27.
13. ↑  Petacco, p. 30.
14. ↑  Petacco, p. 31.
15. ↑  Petacco, pp. 32-37-38.
16. ↑   CSIR - Voroscilova - Battaglia di Izjum, su unirr.it. URL consultato il 22 gennaio 2016 (archiviato dall'url originale il 29 gennaio 2016).